# سرهی پاولوف
سرهی پاولوف (انگلیسی: Serhii Pavlov؛ زادهٔ ۱۸ ژوئیهٔ ۱۹۹۷) بازیکن بسکتبال اهل اوکراین است.
وی در مسابقات کشوری و بین‌المللی در مجموع برندهٔ ۱ مدال نقره شده‌است.